# Virgin Killer
Virgin Killer ist das vierte Studioalbum der deutschen Hard-Rock-Band Scorpions, das Ende des Jahres 1976 veröffentlicht wurde. Mit einer Länge von rund 35 Minuten ist es das kürzeste Album der Band. Bekanntheit erreichte dieses auch durch sein Originalcover, welches ein nacktes zehnjähriges Mädchen hinter einer zersplitterten Glasscheibe zeigt.

## Merkmale und Bedeutung

### Musikalischer Stil
Es ist das zweite mit dem Produzenten Dieter Dierks veröffentlichte Album. Psychedelische Elemente wurden seltener, es stellt einen weiteren Schritt in Richtung Hard Rock dar. Die Lieder sind, wie bereits auf dem Vorgängeralbum In Trance kompakt, gewöhnlich strukturiert und durchschnittlich lang. Klaus Meine ist wie üblich – abgesehen von Hell Cat und Polar Nights, auf denen Uli Jon Roth zu hören ist – als Sänger tätig. Neben In Trance bezeichnet Roth Virgin Killer als sein liebstes Scorpions-Album.

### Albumcover
Das Originalcover des Albums zeigt ein nacktes zehnjähriges Mädchen namens Jacqueline, dessen Genitalien durch eine gesprungene Glasscheibe verdeckt werden. Das Bild wurde von Steffan Böhle gestaltet und von Michael von Gimbut fotografiert, der auch schon für das aufsehenerregende In-Trance-Albumcover verantwortlich zeichnete. Laut Rudolf Schenker hatte nicht die Band, sondern die Plattenfirma die Idee zu dem Cover. Sowohl er als auch Uli Roth vertraten die These, dass der „Jungfrauentöter“ niemand anderes sei als die Zeit: Die Idee dahinter war demnach, dass ein Kind naiv auf die Welt kommt und diese Naivität mit der Zeit verliert. Die Band ging davon aus, dass die Hörer aufgrund des Textes des Titelstücks diese Idee hinter Virgin Killer verstehen würden.
Es zeigte sich jedoch, dass auch der Text in der Öffentlichkeit vielfach missverstanden wurde: Bereits zum Veröffentlichungszeitpunkt wurde das Cover von einem Magazin als „Sauerei der Woche“ bezeichnet, Kritik blieb damals ansonsten aus. Nachdem die Darstellung unbekleideter Kinder in den folgenden Jahrzehnten immer kritischer gesehen und zunehmend im Zusammenhang mit Kinderpornographie wahrgenommen wurde, belegt es häufig vordere Plätze auf Listen der schlechtesten oder umstrittensten Albencover. In manchen Ländern durfte das Album eine Zeit lang nur in einer schwarzen Kunststoffhülle eingeschweißt verkauft werden, teils wurde das Originalcover auch durch ein Bandfoto aus dieser Zeit ersetzt.
2008 äußerte Schenker, dass die Band ein solches Cover nicht noch einmal veröffentlichen würde.

### Verbreitung und Auszeichnungen
Das Album bekam (mit dem zensierten Cover) die erste goldene Schallplatte der Band in Japan (wo es Platz 32 erreichte), in Deutschland wurde es zudem zur „LP des Jahres“ gekürt. 1976 tourten die Scorpions als Vorgruppe von Kiss durch Europa.
Weltweit wurden von dem Album über eine Million Exemplare verkauft.

## Titelliste
- 1.  Pictured Life (Schenker/Meine, Roth) – 3:21
- 2.  Catch Your Train (Schenker/Meine) – 3:32
- 3.  In Your Park  (Schenker/Meine) – 3:39
- 4.  Backstage Queen (Schenker/Meine) – 3:10
- 5.  Virgin Killer (Roth) – 3:41
- 6.  Hell Cat (Roth) – 2:54
- 7.  Crying Days (Schenker/Meine) – 4:36
- 8.  Polar Nights  (Roth) – 5:04
- 9.  Yellow Raven (Roth) – 4:58

## Andere Songversionen und Live-Aufnahmen
Für das Album Acoustica spielte die Band 2001 das Lied Catch Your Train als akustische Version neu ein. Selbiges taten sie 2013 für ihre Schallplatte MTV Unplugged - in Athens mit dem Stück Pictured Life.
Auf der ersten Live-Platte der Band, Tokyo Tapes aus dem Jahr 1978, waren unter anderem die Lieder Pictured Life, Backstage Queen und Polar Nights aus dieser LP vertreten. Des Weiteren sind auf dem USB-Stick A Night to Remember – Live in Essen (2009) Live-Aufnahmen der Lieder Pictured Life und Backstage Queen enthalten.

## Coverversionen
- Die griechische Power-Metal-Band Firewind coverte 2002 Pictured Life auf ihrem Debüt-Album Between Heaven and Hell.
- Die schwedische Symphonic-Metal-Band Therion coverte Crying Days für das Tributealbum A Tribute to the Scorpions, allerdings wurde der Titel auf dessen Cover als Polar Nights angegeben. Im Booklet sowie auf Therions Album Secret of the Runes (2001), auf dem der Song als Bonus-Titel veröffentlicht wurde, ist jedoch der korrekte Titel angegeben. Dieser Fehler fand weite Verbreitung im Internet (u. a. in diesem Artikel).
- Catch Your Train wurde von der Band Stand Proud (1999) gecovert.
- Pictured Life wurde von Breaker (2001), Thobjörn Englund (2003) und Icarus Witch (2006) gecovert.
- Polar Nights wurde von Eric Sands (2003) gecovert.
- Yellow Raven wurde von Petrossi Dushan (2003) gecovert.[13]